# Крилов Андрій Альфредович
Андрі́й Альфре́дович Крило́в (*1977, Могилів-Подільський — †4 липня 2014, Новоселівка Перша, Донецька область) — старший солдат Збройних сил України. Кавалер ордена «За мужність» III ступеня.

## Біографія
Народився 1977 року в Могилеві-Подільському. Після закінчення 6-го класу могилів-подільської школи № 5 1989 року родина Крилових переїжджає у село Червона Слобода на Макарівщині. Пішов до 7-го класу Карашинської школи; після закінчення 9-го у 1991 році поїхав навчатися на Дніпропетровщину. Після закінчення навчання в технікумі призваний до лав Збройних сил України. По демобілізації одружився; разом з дружиною приїхав до батьків у село Червона Слобода. Працював разом з батьком на спиртзаводі. 2001 року батько помер — лишилася мама Люба. Після смерті батька Андрій з дружиною поїхав мешкати на її батьківщину до дружини — у селище Новомиколаївка.
У часі війни — механік-водій бойової машини піхоти 93-ї окремої механізованої бригади.
4 липня 2014 року загинув під час нічної танкової атаки бойовиків на блокпост № 10, біля села Новоселівка Перша, на повороті на Уманське, у Ясинуватському районі Донецької області. Бійці 93-ї бригади зайняли оборону і прийняли бій. Внаслідок терористичного нападу загинули 7 захисників — підполковник Володимир Мамадалієв, молодший сержант Олексій Заїка, старші солдати Андрій Крилов, Руслан Рущак, Олександр Савенков, Дмитро Чабанов та Дмитро Шевченко, ще 6 дістали поранень.
Похований в селі Новомиколаївка.
Без Андрія лишились мама, дружина та донька.

## Нагороди та вшанування
- 2 серпня 2014 року — за особисту мужність і героїзм, виявлені у захисті державного суверенітету та територіальної цілісності України, вірність військовій присязі під час російсько-української війни, відзначений — нагороджений орденом «За мужність» III ступеня (посмертно).
- в Запоріжжі встановили дошку з іменами полеглих військовослужбовців 93-ї бригади на одному з будинків, що розташований на вулиці, названій на їх честь — «Героїв 93-ї бригади».
- На місці знищеного українського блокпоста біля селища Новоселівка встановлено пам'ятний хрест.

## Пам'ять
На будинку школи, де навчався Андрій Крилов з 1983 по 1989 роки, СЗШ № 5 міста Могилів-Подільський Вінницької області, встановлено меморіальну дошку. 
На будинку школи, де навчався Андрій Крилов у 7—9 класах, с. Великий Карашин Макарівської громади, у 2020 р. встановлено меморіальну дошку. 